# We Are the Army
We Are the Army är en EP av det svenska oi!-/streetpunkbandet Guttersnipe, utgiven 1996 på Plastic Disc och Bronco Bullfrog Records.

## Låtlista
Sida A
1. "We Are the Army"
2. "We Will Never Give Up"

Sida B
1. "Final Fight"
2. "I Hate You"

### Fotnoter
1. ↑  ”We Are the Army”. Discogs.com. http://www.discogs.com/Guttersnipe-We-Are-The-Army-EP/release/2871774. Läst 15 april 2012.